# ستانلي بيرس
ستانلي بيرس (21 سبتمبر 1863 في المملكة المتحدة - 5 أبريل 1929 في المملكة المتحدة) (بالإنجليزية: Stanley Pearce)‏ هو لاعب كريكت بريطاني وبريطاني (وحمل سابقاً جنسية المملكة المتحدة لبريطانيا العظمى وأيرلندا). لعب مع نادي مقاطعة هامبشاير للكريكت ‏.

## وصلات خارجية
- ستانلي بيرس على موقع إي آس بي آن كريك إنفو (الإنجليزية)